# Virágküldés
A virágküldés egy szolgáltatás, amely ma jellemzően erre specializálódott weboldalakon keresztül vehető igénybe. A virágot jellemzően egy harmadik félnek, ajándékként küldik. A virágküldés eredetileg távírók segítségével, majd később, még a világháló megjelenését megelőzően telefonon keresztül zajlott.
A virágküldés az ajándékozás és a megemlékezés egy formája. A virágküldés az a folyamat, amikor a virág átadását egy harmadik fél végzi. A virágküldéshez tartozik a koszorú, illetve sírcsokor kiszállítása is, például ravatalozóba. Célja lehet az együttérzés kifejezése gyász esetén, illetve a meglepetésszerzés. Okai lehetnek többek között a megrendelő és a megajándékozott közötti távolság, vagy az anonimitás, amikor a megrendelő nem szeretné, ha a megajándékozott tudná, kitől van a csokor.

## A virágküldés története, virágnyelv
A virággal történő ajándékozás és megemlékezés egyidejű az emberiséggel. A különböző virágokhoz az emberek az idők folyamán több és több jelentést társítottak. Így a virágoknak mindig volt és van egy különleges üzenete fajtától, mérettől és színtől függően, ez a virágszimbolika. A "virágnyelvről" szóló első ismert dokumentum a XVII. századi Konstantinápolyból származik. A törökök olyan speciális virágnyelvet alakítottak ki, amellyel akár titkos üzeneteket, híreket vagy szerelmes vallomásokat küldhettek, sőt a kémek is gyakran használták az üzenet ezen módját. A virágnyelv rendkívül kifinomult volt, minden apró dolognak volt jelentése; sok mindent elárult küldőjéről és annak vágyairól. A virágszimbolika sokáig egyáltalán nem volt egységes, országonként és koronként is eltérő volt a virágok jelentése. A mai modern virágnyelv Franciaországból származik. 1819-ben jelent meg Charlotte de la Tour könyve, melyben a különböző virágok jelentéseit írja le.
A könyv óriási sikert aratott, amit több országban, többen próbáltak aztán leutánozni, és sajátjukénak vallani. Az elején még próbálták szem előtt tartani la Tour eredeti meghatározásait, később azonban egyre jobban kezdtek ettől eltérni. Az utolsó lépés az volt, mikor az Egyesült Államokban is elterjedt a virágnyelv: mivel számos elterjedt angol virágnévnek nem volt amerikai megfelelője, ugyanarra a virágnévre több variáns is született. La Tour "Virágnyelven" című könyvét használják ma is a leggyakrabban.

### Modern virágküldés
A modern virágküldés a XX. század elején, a távírógépek elterjedésével vette kezdetét. A virágküldés elterjedésében nagy szerepet játszott a korban lejátszódó, Európából az Amerikai Egyesült Államokba történő kivándorlás. A távolsági kommunikációs eszközök 
fejlődésével és elterjedésével együtt a virágküldés is egyre elfogadottabb és szélesebb körben elterjedt szolgáltatássá vált.
A virágküldés gondolata a XX. század Európájában már nem volt egészen új. Az emberek egyre növekvő mobilitása az európai virágkereskedők fantáziáját is megmozgatta és új gondolatokat ébresztett bennük.
Az ötlet „szülőatyja” a berlini Max Hübner volt. Az 1900-as évek elején beleszeretett Clara Krämerbe egy zürichi virágüzlet tulajdonosába. Össze is házasodtak, és Hübner Zürichbe költözött. Ezek után Hübner nemcsak, hogy tovább erősítette a svájci virágüzlet tulajdonosokban már bujkáló elképzeléseket, hanem gondoskodott egy virágküldő szolgálat zürichi alapító közgyűlésének összehívásáról is. Így vált Svájc már az első pillanattól fogva a fejlemények részesévé.
A virágküldő cégek rendszerint azzal foglalkoznak, hogy a helyi virágüzleteket összekössék az ügyfelekkel és biztosítsák a rendelések kiszállítását.
Az első virágküldő cég a Florists' Telegraph Delivery Service (FTD) volt, melyet 1910-ben tizenöt amerikai virágüzlet hozott létre. A csoport működésének alapja a tulajdonjogon egyenlő részben osztozó virágüzletek együttműködése volt.
A csoport tagjai telegráfon keresztül továbbították egymásnak a rendeléseket, innen származik az angol nyelvben a virágküldő szolgáltatások jelzőjeként használt „wire service” kifejezés.
1965-től az FTD már az Egyesült Államokon kívülre is szállított virágokat, ebben az évben Florists' Transworld Delivery-re változott a cég neve.
1920-ban brit virágkereskedők csoportja egy hasonló szolgáltatást hozott létre Flowers by Wire néven. A csoport, amely együttműködött az FTD-vel, 1953-ban hivatalosan Interflora néven kezdte meg a szolgáltatást.
Az 1970-es évekre a legtöbb európai országban már külön Interflora részleg működött.
Az ilyen együttműködések mellett több magánvállalkozásként működő hálózat is kiépült, a legjelentősebbek ezek közül a Teleflora és az 1-800-Flowers voltak.
Magyarországon a legnagyobb hálózattal rendelkező virágküldő szolgáltatók közül kiemelhető az Interflora / Fleurop, Virágposta, SzivNet Virágküldő és a Virágküldés Magyarország.
Napjainkban a virágküldést már jellemzően online weboldalakon keresztül bonyolítják, amelyeken nagyobb katalógusokból válogathatnak a vásárlók és online fizetéssel rendezhetik a rendelés árát.

## Tevékenység
Az utazási ügynökökhöz hasonlóan a virágküldő szolgáltatások jellemzően ügynökségként működnek, akik a helyi virágüzletek termékeit és szolgáltatásait értékesítik tovább. Az ilyen ügynökségek gyakran kedvezményes áron vásárolják meg a virágokat a virágkereskedőktől, az ügyfeleknek pedig listaáron értékesítik tovább, így a hasznuk a kedvezményes és a listaár különbségéből származik.
Egy jól működő szolgáltatáshoz napjainkban három fontos részterület összehangolt munkája kell:

### Virágküldő szolgálat
Egy virágküldő szolgálat az a szervezet, ami összefogja egy adott terület virágüzleteit, a működésének megfelelő módon felveszi a megrendeléseket, majd továbbítja azokat a megfelelő virágüzlet számára. Tartja a kapcsolatot a megrendelővel és a virágüzlettel, intézi a pénzügyeket, és garanciát vállal a szolgáltatás minőségéért. A virágküldő szolgálat a virágüzletekkel közösen alakítja ki a kínálatot, dolgozza ki és bonyolítja le az aktuális akciókat, kampányokat. Nemzetközi virágküldő szolgálat esetén tartja a kapcsolatot a nemzetközi központtal, átveszi és szervezi a nemzetközi és regionális teendőket.

### Virágüzlet
A virágüzlet feladata a virágküldésben, hogy elkészítse a megrendelt csokrot, és a legtöbb esetben maga a virágüzlet végzi el a kiszállítást. A virágüzletek feladata a virágok frissességének és a csokor tartósságának garantálása, valamint az, hogy a megrendelt csokor megegyezzen azzal, amit kiszállítanak a címzettnek.

### Virágfutár
A virágfutár az a személy, aki a csokor kiszállítása alatt magárért a csokorért felel, valamint ő juttatja el személyesen a virágüzlet által elkészített virágcsokrot, koszorút vagy cserepes virágot a megadott címre a címzettnek. A szerepe a virágküldés folyamatában nagyon fontos, hiszen gondoskodnia kell a küldeményről a szállítás alatt, valamint ő lép kapcsoltba a címzettel személyesen.

## Szolgáltatástípusok

### Helyi virágüzletek
A kisebb, magánkézben lévő helyi virágüzletek jellemzően saját alkalmazottakkal és gépkocsikkal oldják meg a virágok kiszállítását, amennyiben elérhető náluk ilyen szolgáltatás.

### Rendeléstovábbítás
A rendeléstovábbítással foglalkozó irodák harmadik félként működnek közre a szolgáltatásban. Ügynökeik a rendelés felvételével értékesítik a szolgáltatást, majd a megrendeléseket továbbítják a velük kapcsolatban álló helyi virágüzletek felé. Ennek előnye az, hogy egyetlen szolgáltatáson, weboldalon keresztül nagyobb terület szolgálható ki.

### Virágküldés futárral
Sok esetben a virágokat futárral szállítják ki, ami expressz kiszállítást tesz lehetővé, akár néhány órán belül. A futárok gyakran nem a virágüzletből, hanem a gazdaságból szállítják ki a virágokat, így azok (a szállítás időtartamának és körülményeinek függvényében) frissebbek.

## Virágküldő alkalmak
Két csoportra szoktuk bontani a virágküldős ünnepeket: 
- A szezonális ünnepek körébe azok az általános napok kerülnek, melyek alkalmával személyesen is meg szoktuk köszönteni szeretteinket: – Valentin nap – Nőnap – Anyák napja – Karácsonyi ünnepkör (Advent-Karácsony-Újév) Jellemzői ezeknek az ünnepeknek az erős szezonalitás ugyanúgy, mint egy virágüzlet közvetlen forgalmában
- Az alkalmi ünnepek körébe a hétköznapi virágajándékozási alkalmak tartoznak, mint a születésnap, névnap, gyermekszületés, temetés-részvét, szerelem-romantika.

## Fordítás
Ez a szócikk részben vagy egészben  a   Flower delivery című angol Wikipédia-szócikk ezen változatának fordításán alapul.  Az eredeti cikk szerkesztőit annak laptörténete sorolja fel. Ez a jelzés csupán a megfogalmazás eredetét és a szerzői jogokat jelzi, nem szolgál a cikkben szereplő információk forrásmegjelöléseként.